# Roland Breucker
Roland Breucker est un illustrateur belge, né le 31 mai 1945, à Verviers, et mort à Liège, le 26 juin 2009.

## Biographie
Roland Breucker fait des études artistiques à l’école Saint-Luc de Liège avant de devenir professeur de dessin. Il réalise dans sa jeunesse des marionnettes pour la pièce Ubu roi d'Alfred Jarry traduite en wallon par André Blavier. Il se trouve plus tard en connivence étroite avec André Balthazar, fondateur, avec Pol Bury, des éditions du Daily-Bul à La Louvière.
Breucker, aux attaches verviétoises, liégeoises et canadiennes, a donc stimulé dans ces compagnonnages son goût pour les dictionnaires, l’aphorisme et les jeux de mots. Il a toujours cultivé le sens de la dérision et de l’absurde. Outre-Quiévrain, l’un de ses complices de mots se nomme Claude Bourgeyx, avec qui il réalise notamment en 1990-1991, pour le supplément MAD du quotidien Le Soir, Nobody’s Perfect, une série d’illustrations commentées, éditées en 1997 au Daily-Bul sous le titre L’homme est bon mais le veau est meilleur. Pour chaque livraison de la revue Marginales, animée par Jacques De Decker, il donne également un dessin de couverture qui sert à lui seul d’édito (1998-2009).
Son trait acéré, qu’il exerce sur des sujets de société ou les travers des humains, n’est pas sans parenté avec certains expressionnistes allemands, comme Otto Dix ou George Grosz, qui pratiquaient tous deux une critique sociale virulente. Adepte du collage et de l’imbrication texte-image, maître du noir et blanc, comme le montrent notamment les volumes du Lexikon qu’il a réalisés sur des textes de Balthazar, Breucker s’est aussi pris d’affection pour les textes d’Henri Michaux (Tribus, 2008). Il est également le cofondateur du Comptoir du Livre, espace destiné aux petites maisons d’édition. Les archives de Roland Breucker se trouvent actuellement au Centre Daily-Bul à La Louvière.

## Expositions

### Expositions personnelles
- 2012. Roland Breucker – Le trait poétique, dans le cadre de la Fureur de Lire 2012 et à l'occasion de la première Biennale internationale du Dessin Contemporain, Namur, Maison de la Poésie et de la Langue Française.
- 2011. Roland Breucker – Tendres Mines, expositions en hommage à Roland Breucker, Verviers, Liège et La Louvière.
- 2008. Roland Breucker – Les très riches heures d’une cocotte-minute, Châteauroux, Médiathèque Equinoxe.
- 2006. Quelques années de mine, Les dessins, Bruxelles, 100 Titres - Quelques années de mine, Les livres, Bruxelles, Maison du Livre - L'homme est bon ... , Bruxelles, Les Riches-Claires, à l'occasion du spectacle Les Petites Fêlures de Claude Bourgeyx.
- 2004. Bonnets d'âmes, Maffe, La Maison qui bouge - Bonnets d'âmes, Liège, café galerie Côté Cour - Vignettes (couvertures) pour la revue Marginales, Liège, librairie l'Échappée belle.
- 2002. On est mieux ici qu'en face, Liège, café galerie Côté Cour - Rétrospective Albin Courtois et Roland Breucker, Rebecq, musée des Moulins d'Arenberg - Un dîner de têtes: Roland Breucker, Robert Willems, Olivier Leloup, Verviers, musée des Beaux-Arts - R. B. aux Jardins du paradoxe (Festival de théâtre de Liège), Liège, caserne Fonck.
- 2001. Breucker se prend pour un artiste contemporain & Dessins antérieurs, Liège, espace D'une certaine gaieté et Dexia-Centre - Faut-il condamner les bibliophiles qui rôdent sous les escabeaux ? Maffe, La Maison qui bouge.
- 2000. Seul comme un i, Saint-Herblain (F), médiathèque Hermeland - L'un dit à l'autre (Jacques De Decker), Bruxelles, Maison de la Bellone – Roland Breucker / illustrateur, Eghezée, festival de littérature L'Écrin de l'écrit.
- 1999. Invité du Daily-Bul dans le cadre de Quarante balais et quelques, L'Échelle (F), Hôtel Beury / Centre d'art et de littérature - Seul comme un i, Flémalle, La Châtaigneraie / Centre wa!lon d'art contemporain.
- 1998. Linnéaments, Monflanquin (F), galerie Aquitaine, Biennale du livre d'artiste.
- 1997. Aller-Simple, Lectoure (F), Bleu de Lectoure- L'homme est bon mais le veau est meilleur... , Liège, galerie du café Alphée - L'Homme est bon ... , Bruxelles, L'Autre-Musée / Viaduc - Aller-Simple, Altea (E), La Galeria de Arte - Aller-Simple, Finestrat (E), maison de Ville de Finestrat – Linnéaments, Bruxelles, L'Autre-Musée / Martyrs - Linnéaments, Liège, galerie du Crédit communal.
- 1996. Aller-Simple, Liège, Cirque divers et Bruxelles, L'Autre-Musée / Martyrs.
- 1994. Sart, Maison Bronfort.
- 1992. Liège, Les Chiroux.
- 1991. Saint-Quentin (F), Festival de la nouvelle.
- 1989. Saint-Quentin (F), Festival de la nouvelle.
- 1988. Theux, La Marotte.
- 1986. Liège, Maison des artistes.
- 1985. Je parle avec les mains, Paris (F), Centre Wallonie-Bruxelles et Bruxelles, Chapitre XII.
- 1981. Matane (Can), galerie d'art de Matane Inc.
- 1980. Matane (Can), galerie APGA.
- 1974. Bruxelles, galerie Arcanes.
- 1973. Namur, galerie du Crédit communal de Belgique.
- 1972. Verviers, galerie Primaver.
- 1971. Edmundston (Can), galerie Colline.
- 1970. Verviers, galerie Primaver.
- 1966. Verviers, Société des Beaux-Arts - Liège, galerie Jean Baudoux.
- 1965. Liège, Trou Perette.

### Expositions collectives
- 2013. 25 artistes pour les 25 ans de la galerie 100 Titres, Bruxelles, 100 Titres.
- 2008. Trois artistes de variétés ( Roland Breucker, José Parrondo, Benoît Jacques), Liège, Musée d’Ansembourg et Le Comptoir du livre.
- 2006. Carl Norac, collectionneur d'instants, 20 ans d'écrits, 20 ans d'images, Orléans, médiathèque.
- 2005. Franch 'conneries, Spa, Centre culturel, galerie du Pouhon prince de Condé - Vingt ans après / Un atelier imaginaire, carte blanche à Alain Delaunois, Flémalle, La Châtaignerie, CWAC - Illustrations de Lexikon dans le cadre de André Balthazar, L'Air de rien, L'Échelle (F), Centre d'art et de littérature / Hôtel Beury.
- 2004. C'est le pied, Liège, Le Comptoir du livre - Cinquante ans de coups de cœur, Verviers, musée des Beaux-Arts - André Balthazar, L'Air de rien, La Louvière, musée lanchélévici.
- 2003. Queneau-Blavier, Verviers, musée des Beaux-Arts.
- 2002. Simenon d'une pipe, Liège, Année Simenon - Le Daily-Bul, Buloscopie 1, Liège, Le Comptoir du livre.
- 2001. La Troisième Mi-Temps, Liège, Le Comptoir du Livre - Le Daily-Bul, Quarante Balais et quelques, Périgueux (F), Pessac (F), La Louvière et Bruxelles.
- 2000. Féerie pour un autre livre, La Louvière, Centre de la gravure et de l'image imprimée et Morlanwelz, musée royal de Mariemont.
- 1999. Casse-Croûte, Liège, Cirque divers.
- 1998. Fruits d'une passion, Mons, musée des Beaux-Arts.
- 1996. Les Maux du mot, Liège, Cirque divers.
- 1993. L'Art en Vin, Bruxelles, L'Autre-Musée
- 1987. Huitième Biennale internationale de l'humour et de la satire dans les arts, Gabrovo, Bu!garie.
- 1986. Humeurs et Humour, Breucker, Roobjee, Vinche, Bruxelles, Fondation belge pour l'art contemporain.
- 1983. Humoristes belges, Londres.
- 1982. 14 Cartoonistes belges, Bruxelles, Anvers et Charleroi - A Critic's Choice, Bruxelles, American Library.
- 1981. 14 Cartoonistes belges, Wereld-Kartoenale, Knokke.
- 1974. Encres et Crayons, Bruxelles, Théâtre national et Tournai, Maison de la culture – Miroirs de l’irrationnel, Hornu, Grand-Hornu – Groupe Schéma, Cologne, Maison belge – Sélection du Prix de Rome, Gand, musée des Beaux-arts.
- 1973. Œuvres acquises par l'État, Bruxelles et Tournai.
- 1972. Groupe Schéma, Verviers et Limbourg - 13 Artistes en 72, Peruwelz - Art dans la ville, Saint-Gilles.
- 1971. Renaissance 71, Toronto (Can).
- 1968. Jeunes Peintres du monde, Liège – Jeunes Wallons, Verviers - Œuvres acquises par l'État, Bruxelles, musée d'Ixelles.
- 1966. Polygone 65, Bruxelles - Biennale de gravure, Cracovie (PI).
- 1965. Jeunes Peintres, Verviers, Grand Bazar.

## Illustrations
- La Passion, textes de Jule Kaps, Verviers, 1963.
- Fitness, textes de Jacques De Decker, Bruxelles, L'Ambedui, 1994.
- Rapport annuel du Crédit communal, Dexia, Bruxelles, 1996, 1997, 1998.
- Différentes nouvelles de Claude Bourgeyx pour le Festival de la nouvelle de Saint-Quentin (F).
- Couvertures de Marginales, revue littéraire trimestrielle, Avin, 1998 à 2006.
- Couverture de 17 écrivains belges, Paris, Castor Astral, Les Belles Étrangères, 1999.
- Couverture de Septentrion, Arts, Lettres et Culture de Flandre et des Pays-Bas, revue trimestrielle, 28e année, numéro 3, Rekkem, 1999.
- Collaboration au journal Le Soir, Bruxelles, 1990- 1991
- Collaboration au journal Sud-Ouest, Bordeaux, 1991-1992
- Collaboration au journal littéraire Le Passe Muraille, bimestriel, Lausanne (CH), octobre 1998 et mars 1999.
- Collaboration à Le Carnet et les Instants, Lettres belges de langue française, n° 100, Bruxelles, 1998.
- Collaboration à l'ouvrage collectif Belgique toujours grande et belle, Bruxelles, Complexe, 1998.
- Affiche pour Les Belles Étrangères Belgique, Paris, Centre national du Iivre,1999
- Affiche lithographique pour le 25" anniversaire Yellow Now, Liège, 1999.
- Affiche lithographique et invitations pour Le Daily-Bul, Quarante Balais et quelques, Bruxelles, 1998.
- Affiche pour le salon Les Fugueurs du livre, Liège, 2003.
- Lithographie Euro-Foot 2000, coffret collectif, 11 artistes, Liège, 1999-2000.
- Réalisation de clips-vidéo à la RTBF-Charleroi à partir de la série Nobody's Perfect.
- Carte de vœux 2000, pour le Centre wallon d'art contemporain de la Communauté française.
- Série de 115 dessins: Boîtes noires, Liège, 2000-2001.
- Catalogue Courtois-Breucker, Rebecq, musée des Moulins d'Arenberg, 2002.
- Dessinateur invité du numéro 11 du journal Culture et Démocratie, septembre 2004.
- Dessin dans Les Nouvelles du pin parasol, hors série septembre 2004, lecture publique Saint-Herblain (F).

## Théâtre
- Série de décors, graphismes, costumes pour différents théâtres dont le théâtre de la Pomme Verte à Paris, sous la direction de Catherine Dasté.

## Commandes publiques
- Images pour la Direction générale de la culture du ministère de la Communauté française de Belgique, 2004.
- Création et réalisation d'une installation plastique de 30 m2 (vers le site des Terrasses des Minimes) pour l'échevinat de l'Urbanisme de la ville de Liège, 2005.
- Œuvres dans des collections publiques et privées en Allemagne, Belgique, Canada, Espagne, États-Unis, France, Italie